# Canton de Ligny-le-Châtel
Le canton de Ligny-le-Châtel est une division administrative française du département de l'Yonne.

## Composition
Le canton de Ligny-le-Châtel réunit les communes de :
| Nom                      | Code Insee | Intercommunalité                | Superficie (km2) | Population (dernière pop. légale) | Densité (hab./km2) |
| ------------------------ | ---------- | ------------------------------- | ---------------- | --------------------------------- | ------------------ |
| La Chapelle-Vaupelteigne | 89081      | CC Chablis Villages et Terroirs | 5,04             | 92 (2014)                         | 18                 |
| Lignorelles              | 89226      | CC Chablis Villages et Terroirs | 11,55            | 185 (2014)                        | 16                 |
| Ligny-le-Châtel          | 89227      | CC Chablis Villages et Terroirs | 27,48            | 1 306 (2014)                      | 48                 |
| Maligny                  | 89242      | CC Chablis Villages et Terroirs | 22,28            | 796 (2014)                        | 36                 |
| Méré                     | 89250      | CC Chablis Villages et Terroirs | 11,86            | 176 (2014)                        | 15                 |
| Montigny-la-Resle        | 89265      | CA de l'Auxerrois               | 16,19            | 600 (2014)                        | 37                 |
| Pontigny                 | 89307      | CC Chablis Villages et Terroirs | 11,92            | 749 (2014)                        | 63                 |
| Rouvray                  | 89328      | CC Chablis Villages et Terroirs | 7,59             | 412 (2014)                        | 54                 |
| Varennes                 | 89430      | CC Chablis Villages et Terroirs | 10,06            | 311 (2014)                        | 31                 |
| Venouse                  | 89437      | CC Chablis Villages et Terroirs | 7,91             | 308 (2014)                        | 39                 |
| Villeneuve-Saint-Salves  | 89463      | CA de l'Auxerrois               | 7,04             | 269 (2014)                        | 38                 |
| Villy                    | 89477      | CC Chablis Villages et Terroirs | 5,84             | 103 (2014)                        | 18                 |

## Représentation

### conseillers généraux de 1833 à 2015
- De 1833 à 1848, les cantons de Chablis et de Ligny avaient le même conseiller général. Le nombre de conseillers généraux était limité à 30 par département[1].

| Période                                  | Période                   | Identité                           | Étiquette           | Qualité                                                                                        |
| ---------------------------------------- | ------------------------- | ---------------------------------- | ------------------- | ---------------------------------------------------------------------------------------------- |
| 1833                                     | 1834                      | Louis Thomassin                    |                     | Notaire royal, propriétaire à Chablis Conseiller d'arrondissement                              |
| 1834                                     | 1836                      | Pierre Victor Poullain (1791-1862) |                     | Notaire à Chablis                                                                              |
| 1836                                     | 1871                      | Louis Etienne Rabé                 |                     | Juge de paix, Maligny                                                                          |
| 1871                                     | 1898                      | Victor Baudouin                    | Droite bonapartiste | Notaire, maire de Ligny-le-Châtel                                                              |
| 1898                                     | 1907 (décès)              | Auguste Brillé                     | Rad.                | Propriétaire, maire de Rouvray                                                                 |
| 1907                                     | 1918 (décès)              | Eugène Descaves (1854-1918)        |                     | Propriétaire, commissionnaire en vins Maire de Ligny-le-Châtel                                 |
| 1918                                     | 1919                      | siège vacant                       |                     |                                                                                                |
| 1919                                     | 1928                      | Ernest Vilain                      | Rad.                | Cultivateur à Avrolles                                                                         |
| 1928                                     | 1934                      | Paul Raymond                       | Rad.                | Maire-adjoint de Villeneuve-Saint-Salves, conseiller d'arrondissement                          |
| 1934                                     | 1938 (décès)              | Paul Léger (1870-1938)             | Rad.ind.            | Charron - Maire de Pontigny                                                                    |
| 1939                                     | 1941 (démission d'office) | Octave Fromonot (1878-1949)        | Rad.ind.            | Instituteur à Ligny-le-Châtel Conseiller d'arrondissement Révoqué par le Gouvernement de Vichy |
|                                          |                           |                                    |                     |                                                                                                |
| 1945                                     | 1949 (décès)              | Octave Fromonot                    | Rad.                | Ancien instituteur, Ligny-le-Châtel                                                            |
| 1949                                     | 1955                      | Marcel Chérest (1878-1958)         | DVD                 | Cultivateur à Ligny-le-Châtel                                                                  |
| 1955                                     | 1976 (décès)              | Gaston Houssier                    | Centriste           |                                                                                                |
| 1976                                     | 1992                      | Georges Régnier                    | UDF                 | Médecin Maire de Ligny-le-Châtel                                                               |
| 1992                                     | 2015                      | Gérard Arnouts                     | PS                  | Enseignant Maire de Maligny                                                                    |
| Les données manquantes sont à compléter. |                           |                                    |                     |                                                                                                |

### Conseillers d'arrondissement (de 1833 à 1940)
| Période                                  | Période      | Identité                               | Étiquette           | Qualité |
| ---------------------------------------- | ------------ | -------------------------------------- | ------------------- | --- |
| 1833                                     | 1836         | Eléonor Louis Étienne Rabé (1788-1876) |                     | Propriétaire à Maligny, juge de paix du canton                                                              |
| 1836                                     | 1842         | M. Crochot                             |                     | Maire de Pontigny                                                                                           |
| 1842                                     | 1842         | Eléonor Louis Étienne Rabé             |                     | Propriétaire à Maligny, juge de paix du canton                                                              |
| 1842                                     | 1852         | Jean-Baptiste Léon Baudoin (1793-1865) |                     | Notaire, propriétaire, maire de Ligny                                                                       |
| 1852                                     | 1872 (décès) | Jean-Jacques Thérèse (1794-1872)       |                     | Greffier à Ligny Capitaine des sapeurs-pompiers                                                             |
| 1872                                     | 1892         | Louis-Auguste Gamet                    |                     | Cultivateur, maire de Montigny                                                                              |
| 1892                                     | 1898         | Auguste Brillié                        | Radical             | Maire de Rouvray                                                                                            |
| 1898                                     | 1907         | Eugène Descaves                        |                     | Commissionnaire en vins, Ligny                                                                              |
| 1907                                     | 1919         | Jean-Baptiste Bonnevie                 |                     | Négociant, maire de Maligny                                                                                 |
| 1919                                     | 1928         | Paul Raymond                           | Radical             | Maire adjoint de Villeneuve-Saint-Salves                                                                    |
| 1928                                     | 1937         | Arsène Larbouillat (1872-1967)         | SFIO puis PSdF      | Maire de Ligny-le-Châtel                                                                                    |
| 1937                                     | 1939         | Octave Fromonot                        | Radical             | Instituteur à Ligny-le-Châtel                                                                               |
| Mars 1939                                | 1940         | Henri Seguin                           | Républicain radical | Maire de Montigny-la-Resle                                                                                  |
| Les données manquantes sont à compléter. |              |                                        |                     | |
| 1940                                     |              |                                        |                     | Les conseils d'arrondissement ont été suspendus par la loi du 12 octobre 1940 et n'ont jamais été réactivés |

Sources : L'Echo de l'Yonne sur Gallica.

## Démographie
| 1962  | 1968  | 1975  | 1982  | 1990  | 1999  | 2006  | 2011  | 2012  |
| ----- | ----- | ----- | ----- | ----- | ----- | ----- | ----- | ----- |
| 4 076 | 3 995 | 3 953 | 4 162 | 4 521 | 4 913 | 5 107 | 5 243 | 5 286 |